# Peñascosa
Peñascosa è un comune spagnolo situato nella comunità autonoma di Castiglia-La Mancia.
Il comune, oltre al capoluogo omonimo, comprende le località di Zorío, Cerroblanco, Pesebre, Cañada Seca, Arteaga de Arriba, Arteaga de Abajo, Fuenlabrada e Burrueco, e i piccoli nuclei abitativi di Carboneras, Cencerro, El Vidrio e Batanes.